# Monardella siskiyouensis
Monardella siskiyouensis är en kransblommig växtart som beskrevs av Hardham. Monardella siskiyouensis ingår i släktet Monardella och familjen kransblommiga växter. Inga underarter finns listade i Catalogue of Life.